# Heijmerink Bouwbedrijf
Heijmerink Bouwbedrijf was een Nederlands bouwbedrijf dat van 1895 tot 2012 onder de eigen naam heeft bestaan. Het bedrijf is drie generaties lang door de familie Heijmerink bestuurd. In 2012 is het bedrijf gefuseerd en onder de naam van de fusiepartner verder gegaan. Daarmee is de naam uit het straatbeeld verdwenen.

## Geschiedenis

### 1895 - 1921
Het bedrijf is in 1895 te Nijmegen door Hermanus Heijmerink en Gerard Nollen opgericht onder de naam Aannemersbedrijf Heijmerink-Nollen. Na een bescheiden begin van twee woningen, een winkel en wat kleiner werk te Nijmegen, kreeg het jonge bedrijf de opdracht voor de bouw van het abattoir te Nijmegen. Dat was in 1899. Met een aanneemsom van f 108.400,- was dat in die tijd een groot werk. Dit werk gaf het bedrijf een gezonde financiële basis voor vele activiteiten, zoals o.a. de bouw van het Rijksarchief in Den Haag, kantoren en woningen voor de Staatsmijnen, bankgebouwen voor de Gelderse Credietverzekering en de herbouw van het kasteel Wijchen. Na 1910 begonnen de firmanten ook in Amsterdam: een kerk, het slachthuis en een vuilverbranding.

### 1921 - 1960
In 1921 werd het bedrijf gesplitst toen beide oprichters besloten ieder hun eigen weg te gaan. Wel bleef men vele jaren samenwerken in tijdelijke combinaties.
In het begin van de twintiger jaren kwamen de zonen Jan en Piet Heijmerink bij het bedrijf. Eerst samen met hun vader en later alleen hebben zij vele werken uitgevoerd waaronder de Veemarkt te Utrecht, de R.K.-kerk te Heino, het Scheepsbouwkundig proefstation te Wageningen en later de Scala-bioskoop aan de Neude te Utrecht, alsmede het koelhuis voor de groenteveiling in deze stad. In deze jaren is het bedrijf verplaatst van Nijmegen naar Utrecht.
In 1940 kreeg het de opdracht voor de gehele wederopbouw van het dorp Scherpenzeel. Hieraan werd drie jaar gewerkt. Ook werden enkele gaarkeukens gebouwd en werden de torens van de Nicolaïkerk in de Domstad gerestaureerd.
Vanaf 1945 werd in eerste instantie actief deelgenomen aan de wederopbouw van Nederland door het uitvoeren van restauraties van o.a. stations van NS, de Walburgiskerk en andere gebouwen in Arnhem en Nijmegen.

### 1960 - 1989
In 1953 kwam Ferdi (zoon van Piet) als derde generatie in het bedrijf. Hij overleed in 1960. Dit was de reden dat de oudste zoon Harry, die in het buitenland werkte, dringend werd gevraagd in het bedrijf te komen. De aandelen werden tussen 1960 en 1967 overgedragen aan 2 zonen van Piet, Harry en Piet jr., en aan een zoon van Jan, Jos Heijmerink. Deze nieuwe eigenaren zette de firma in 1968 om in een naamloze vennootschap. De oud-firmanten Jan en Piet Heijmerink, die het bedrijf ruim veertig jaar hadden bestuurd, bleven als adviseurs aan het bedrijf verbonden.
Heijmerink n.v. bewoog zich toen voornamelijk op het gebied van de utiliteitsbouw. Het bedrijf groeide en nam veel personeel aan.
Anno 1970 lag het aantal personeelsleden rond de 160. Van de nieuwe technieken bij Heijmerink kreeg vooral de gietbouw een grote plaats. In dit systeem werden gerealiseerd o.a. het bejaardencentrum Kerkelanden te Hilversum en het bejaardencentrum Schalkwijk te Haarlem.
Begin jaren zeventig werd de naamloze vennootschap omgezet in de besloten vennootschap Heijmerink Bouwbedrijf. Jos en Piet jr. deden de aandelen over aan Harry. In die periode werd veel gebouwd voor C&A, een groot aantal scholen en bedrijfshallen (de zogenaamde Armco-hallen, een Amerikaans snelbouwsysteem dat door het bedrijf naar Nederland was gehaald). Samen met bedrijf J.P.A. Nelissen werd het winkelcentrum in de Utrechtse wijk Lunetten gebouwd.
Na een periode van enige terugval in omzet in het begin van de jaren tachtig steeg na 1983 de omzet geleidelijk tot ongeveer f 70 miljoen in 1989. Enige bekende werken uit deze periode zijn: B.N.M.O. te Doorn, BVG te Zeist en het verpleeghuis Albert van Koningsbruggen. Ook werden een aantal grootschalige woningrenovatieprojecten in Utrecht en Rotterdam uitgevoerd. In de tweede helft van de jaren tachtig werden veel kantoren gebouwd in de commerciële sector, zowel in eigen ontwikkeling alsmede in opdracht.

### 1989 - 2012
Nadat Harry Heijmerink zich in 1988 als directeur had teruggetrokken, was er geen opvolger uit de familie beschikbaar en werden de aandelen van Heijmerink overgedragen aan TBI Holdings b.v. te Rotterdam. De omzet groeide verder door tot zelfs f 95 miljoen in 1991. Er is dan sprake van een stabilisatie in zowel de omzet als ook in de personele bezetting. Veel werd gedaan aan procesbeheersing. Een eigen kwaliteitssysteem werd ontwikkeld en in 1993 behaalde Heijmerink als een van de eerste bouwbedrijven in Nederland het NEN-ISO 9001 kwaliteitscertificaat.
In 2012 komt door een fusie met bouwbedrijf van Eesteren een einde aan het bouwbedrijf met de naam Heijmerink.